# Eulalia yunnanensis
Eulalia yunnanensis är en gräsart som beskrevs av Keng f. och Shou Liang Chen. Eulalia yunnanensis ingår i släktet Eulalia och familjen gräs. Inga underarter finns listade i Catalogue of Life.